# Jacopone da Todi
Pour les articles homonymes, voir Jacopone.
Jacopone da Todi (né vers 1230 à Todi, en Ombrie, et mort à Collazzone le 25 décembre 1306) est un poète franciscain italien du XIIIe siècle. Il est l'auteur d'une centaine de poèmes d'inspiration religieuse, tantôt empreints de ferveur, tantôt rédigés sur le mode de la polémique.

## Biographie
Jacopo dei Benedetti (Jacques de Benedetti) nait d'une famille noble à Todi, en Ombrie, vers 1230 ou 1232. Encouragé à faire des études par son père, il se rend à l'Université de Bologne afin d'étudier la grammaire, la rhétorique et la jurisprudence et obtient le doctorat en droit civil.
Il retourne alors dans sa ville natale où il exerce le droit et prend épouse. La mort accidentelle de sa jeune épouse en 1268 le plonge dans une grave crise morale. Ayant consacré tant d'années à des plaisirs frivoles et ayant mis ses talents de juriste au service de causes douteuses, il change de vie et adopte, à l'instar de François d'Assise, un comportement aux antipodes de ses habitudes passées, feignant la folie pour pouvoir impunément clamer des vérités dérangeantes. Il devient un bizzoco, un pénitent errant du Tiers-Ordre franciscain. Les enfants le montrent du doigt et le surnomment Jacques l'insensé, ou Jacopone (bon Jacques ou gros Jacques).
En 1278, Jacopone prend la décision d'entrer dans l'ordre des franciscains où il est admis en tant que frère lai. L’ordre franciscain est alors divisé entre ceux qui prônent un retour à l'austérité originelle de la fondation, les « spirituels », et ceux, les « conventuels » qui pensent que la règle doit être assouplie pour que tous puissent la respecter. Jacopone rejoint les premiers. En 1294, le nouveau pape, Célestin V autorise les spirituels à vivre selon leurs vœux dans des établissements séparés. Mais il abdique rapidement, remplacé par Boniface VIII qui révoque ces dispositions.
Le 10 mai 1297, Jacopone signe le manifeste de Lunghezza par lequel les cardinaux Colonna mettent en cause la légitimité du pape Boniface VIII. Le pape excommunie tous les signataires, et entame le siège de Palestrina, où se sont réfugiés Jacopone et les Colonna. À l'automne 1298, les assiégés sont faits prisonniers, puis emprisonnés. De sa prison, Jacopone adresse à Boniface plusieurs pétitions sous forme de laudes, afin que le pontife lève la sentence d'excommunication. Il lui faut attendre une bulle du nouveau pape Benoît XI, le 23 décembre 1303, levant les peines frappant les partisans des Colonna, pour être libéré. Il gagne le couvent franciscain de Collazzone, entre Pérouse et Todi, où il meurt le 25 décembre 1306.
Plusieurs tentatives ont été faites en vue de sa réhabilitation, dont une procédure en béatification au XIXe siècle, qui n'a pas abouti.

## Œuvre littéraire
Jacopone de Todi est l'auteur d'une centaine de laudes, des chants de louange écrits sous forme de ballade, rédigés en dialecte ombrien, et qui expriment les plus profonds sentiments de son âme. Contrairement aux laudes de ses contemporains, ses poèmes ne sont pas destinés au grand public, mais à son usage personnel, et peut-être pour ses compagnons franciscains.
Les laudes abordent un grand nombre de sujets, et présentent une grande variété de tons et de modes. Ses thèmes principaux sont : la louange de Dieu (21), du Christ (86), et de la Vierge Marie (32); François d'Assise et l'idéal franciscain de pauvreté (47); la condamnation des tentations du siècle (20); des descriptions détaillées de la maladie et de la mort (61); l'introspection autocritique (« Que farai, fra Iacovone? », 53); l'extrême abnégation (81); la satire politique (74); les lamentations sur l'état de l'Église (35); la description de l'extase mystique (87); et la louange passionnée de l'amour divin (9 et 92). Bien que l'authenticité de ses poèmes en latin ne soit pas encore entièrement prouvée, Jacopone est l'auteur présumé de la célèbre séquence Stabat mater dolorosa.
C'est en raison de son hostilité envers le pape Boniface VIII, qui transparaît dans son poème O papa Bonifazio (83), qu'il sera excommunié puis emprisonné.
| O papa Bonifazio, molt’ài iocato al mondo; pensome che iocondo non te ‘n porrai partire! | Ô pape Boniface, tu as beaucoup joué au monde ; je pense que joyeux tu n’en pourras partir ! |

Les poèmes de Jacopone da Todi ont largement influencé la littérature postérieure, surtout la poésie religieuse du XIVe siècle : il compte de nombreux imitateurs, dont le plus important et prolifique est Bianco da Siena.

## Éditions
- Jacopone da Todi, Laudi, trad. Lucienne Portier, Sagesses Chrétiennes, Le Cerf, 1996.
- Jacopone da Todi, Laudes, trad. Maxime Castro, La Roue à Livres, Belles Lettres, 2013.